# Аспелин, Йоганн Рейнгольд
Йоганн Рейнгольд А́спелин или Йоханнес Рейнхольд Аспелин (фин. Johannes Reinhold Aspelin; 1 августа 1842, Мессубю, Тавастгусская губерния — 29 мая 1915, Гельсингфорс) — первый финский археолог, основатель Национального музея Финляндии и музея Хельсинкского университета, организатор археологических исследований в Финляндии.

## Биография
Родился в семье пастора Хенрика Рейнхольда Аспелина, детство и юность провел в Эстерботтене. В 1862 сдав экзамены на аттестат зрелости, Аспелин поступил в университет, где увлекся теориями ранней истории своего народа. После сдачи кандидатского экзамена (1866) получил степень бакалавра искусств, написал труд на финском языке (1869), в котором он представил историю Северной Финляндии средневекового периода и попытался рассмотреть вопрос о населении этой области в доисторические времена. Высказал мнение, что квены являются карелами и были предками северо-восточного аборигенного населения.
Получил степень магистра в 1869 году, лиценциат в 1876 году и докторскую степень в 1877 году. Аспелин также учился в Московском университете и совершил несколько экспедиций в местам обитания финно-угорских народов России. С ознакомительной целью побывал в странах Северной Европы, Германии, Франции, Польши и Балтии.
Аспелин служил хранителем исторического и этнологического музея Хельсинкского университета в 1875—1878, преподавал в Хельсинкском университете в качестве экстраординарного профессора в 1878—1885, работал директором Археологического комитета в 1885—1915. Он был секретарем финской археологической комиссии в 1870—1871 и 1874—1885, а также председателем с 1885 по 1915 год. Аспелин был также председателем финской туристической ассоциации с 1892 по 1907 год.

## Научная деятельность
В своей докторской диссертации «Основы финно-угорской культуры» (1875) Аспелин выводил исторические корни финно-угров из региона Горного Алтая и долины Енисея, откуда в эпоху бронзы они постепенно мигрировали на запад до Урала. На своей прародине они, по Аспелину, использовали бронзовые предметы производства, но перейдя в новые области, такие как Карелия, ввиду нехватки металла, они вновь перешли к производству каменных орудий. Эта теория была опровергнута А. М. Тальгреном уже в начале 1900-х годов.
Выпустил большой археологический атлас с 2200 рисунками древних предметов со всей финно-угорской области, от Северного моря до Средней Волги и от Балтийского моря до Монголии на двух языках в пяти выпусках под названием «Antiquites du Nord Finno-ougrien» («Древности финно-угорского Севера») в период с 1877 по 1884 г.

### Экспедиция в долину Енисея
В первой поездке летом 1887 г, кроме Аспелина, участвовал его ученик — археолог Аппельгрен, который ещё студентом принимал участие в путешествиях 1880 и 1881 гг. по Прибалтике и исполнил большинство рисунков в пятом издании указанного выше атласа. Экспедиция, начавшаяся в июне 1887 г., копировала обнаруженные ранее рунические надписи, а также вела поиск новых, выявляя их связи с захоронениями. Базой для проведения исследований стал богатый археологическими находками Минусинский музей. В поездку 1888 г. Аспелин и студент-художник Вуори дважды пересекали Западный Саян и сплавились на плоту по Енисею, возвращаясь в Минусинск. Изучались древние памятники на Чулышмане, в Урянхайской земли и Минусинском округе. Были открыты и скопированы 32 надписи. Предварительные результаты проделанной работы опубликованы И. Р. Аспелиным совместно с Отто Доннером. Однако материалы Н. М. Ядринцев, полученные во время его экспедиции в Монголию на реку Орхон опровергли излюбленную теорию Аспелина о древнефинском характере письма. В сообщениях, посланных в 1889 г. в Берлин для Антропологического общества, Аспелин предположил, что более молодые енисейские надписи могли быть сделаны «киргизскими хакасами», которые после эпохи бронзы жили на Верхнем Енисее, и о которых знали китайцы. Другое сочинение «Степные могильники в округе Минусинска на Енисее. Исследование камней с надписями» было написано Аспелиным за 3 года до смерти и опубликовано в юбилейном сборнике финно-угорского общества в честь Томсена.

### Публикации Аспелина
Библиография работ составлена Альфредом Хакманом (Alfred Hackman) и опубликована в 1916 г. В ней более 150 различных публикаций, по археологии и этнографии — 46 (на русском языке — 2), по истории и культуре — 19.
- Kokoilemia muinaistutkinnon alalta. 1, Etelä-Pohjanmaalta (1871)
- Suomalais-ugrilaisen muinaistutkinnon alkeita (1875)
- О потребности изучения формы предметов и постепенном развитии этих форм в доисторических временах // Труды IV археологического съезда. I. Казань, 1878;
- Muinaisjaannoksia Suomen suvun asumus-aloilta (перевод на французский G. Biaudet с надзаголовком «Antiquités du Nord finno-ougrien»). I—V. 1877—1884;
- De la civilisation prehistorique des peuples permiens et de leur commerce avec l’orient: notice archeologique (1878)
- Catalogue rai-sonne des antiquites du Nord Finno-ougrien exposees par luniversite d’Helsingfors a 1’exposition universelle de 1878. 1878;
- La rosomonorum gens et le ruotsi etude d’histoire et d’archeologie: respectueusement dediee au Congres Archeologique d’Odessa le 27(15) aout 1884 (1884)
- Suomen asukkaat pakanuuden aikana (1885)
- Inscriptions de 1 lenissei recueillies et publiees par la Societe Finlandaise dArcheologie. 1889;
- Следы влияния готов в северной полосе России // Труды археологического съезда в Москве III. 1890;
- Types de peuples de l’ancienne Asie centrale: souventir de l’Ienissei dedie a la societe imperiale d’archeologie de Moscou (1890)
- Tschudische Inschriften fin oberen Jenisei. Zschr. f. Ethol. XX. 1890;
- Die Steppengraber im Kreise Minussinsk am Jenissei. Studien im Gebiet der Inschriftsteine. Finnisch- ugrische Foschungen XII. 1912;
- Opuscula Aspeliniana: kirjoitelmia kulttuurihistoriamme varhaistaipaleelta, 2 band (1942)